# Danmarks gamle Folkeviser

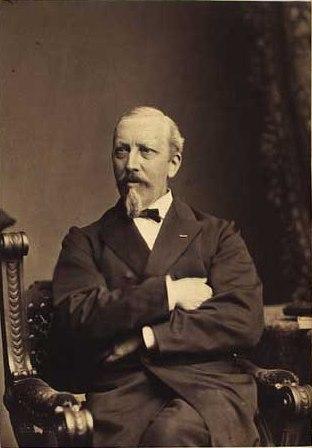
Svend Grundtvig, de volksliedverzamelaar.

Danmarks gamle Folkeviser (Oude volksliederen van Denemarken) (1853) is een Deens liedboek met historische, epische liederen, verzameld en uitgegeven door Svend Grundtvig (1824-1883). 
Grundtvigs doel was om alle bekende verhalende Deense volksliederen te verzamelen. In de latere negentiende en in de twintigste eeuw werd zijn werk voortgezet door andere folkloristen, onder wie Axel Olrik en Hakon Grüner-Nielsen. In 1976 omvatte het werk 12 delen met in totaal 539 afzonderlijke liederen, vaak in vele verschillende varianten.

## Indeling liederen
Grundtvig deelde de liederen in categorieën in (naar voorbeeld van Arwidssons liedverzameling Svenska fornsånger). Elk lied of liedcomplex kreeg een nummer (dit loopt van DgF 1 tot DgF 539). Deze indeling werd door enkele andere liedonderzoekers overgenomen, onder wie F.J. Child in zijn verzameling van Engelse balladen (de Child Ballads).
De indeling van Svend Grundtvig omvatte:
- Kæmpeviser (heldenliederen) (deel 1)
- Trylleviser (magische liederen) (deel 2)
- Historiske viser (historische liederen) (deel 3)
- Ridderviser (romances) (deel 4-5)
- Danske ridderviser (Deense romances) (deel 6-9)

Elke variant van een lied kreeg een volgletter, dus bijvoorbeeld Tord af Havsgaard heeft nummer DgF 1A voor de liedtekst uit het manuscript, en nummer DgF 1B voor de variant uit het boek van Vedel. Zo toont de nummering een samenhangend liedcomplex.

## Voorbeelden van liederen uitDanmarks gamle Folkeviser
- 1 A-C – Tord af Havsgaard
- 4 A-C – Frændehævn
- 9 A-G – Kong Diderik og Løven (koning Diderik en de leeuw)
- 20 A-L – Hagbard og Signe
- 34 A-C – Herr Tønne af Alsø
- 52 A-D – Trolden og Bondens Hustru (de trol en de boerin)
- 68 A-G – Ridderen i Fugleham, in het Engels bekend als 'The Earl of Mar's Daughter' (Child 270. V, 39)
- 79 A-C – Kongesønnens Runer (de runen van de koningszoon)
- 90 A-C – Fæstemanden i Graven (de verloofde in het graf), in het Engels bekend als 'Sweet William's Ghost' (Child 77. II, 227)
- 95 A-K – Den talende Strængeleg, in het Engels bekend als 'The Twa Sisters' (Child 10. I, 119)